# Highlander (série télévisée d'animation)
Highlander ou Highlander, le dessin animé (Highlander: The Animated Series) est une série télévisée d'animation franco-canadienne en quarante épisodes de 22 minutes, créée par Serge Rosenzweig d'après le film homonyme et diffusée en 1994 sur M6.
Au Québec, la série fut diffusée à partir du 8 septembre 1997 sur Télétoon.

## Synopsis
Dans un futur indéterminé, une grande catastrophe s'abat sur Terre… Le monde s'enfonce peu à peu dans le chaos.
Les derniers immortels décident alors de prêter serment: ils choisissent de renoncer aux combats et au Jeu pour mettre au profit de l'humanité leurs connaissances accumulées depuis des siècles.
Cependant un immortel refuse de prêter ce serment, il s'auto-proclame comme vainqueur du prix, il s'agit de Kortan.
Connor MacLeod refuse de laisser Kortan vaincre. Il s'interpose et combat le tyran mais perd…
À la suite de sa mort, l'un des jetators Mangus, promet qu'un jour, un immortel de la nouvelle génération, qui ne sera pas soumis au serment, viendra et libèrera l'humanité de Kortan… Cet immortel sera un MacLeod, le dernier fils du clan MacLeod…
Sept siècles plus tard, Kortan est devenu un tyran et a pris, peu à peu, le contrôle du monde grâce à son armée.
Dans ce monde, on retrouve Quentin Dundee, un jeune adolescent accompagné de sa jeune sœur Clyde.
Un jour, un homme mystérieux montant un saurien à deux pattes lui pose une question : « Connais-tu ton nom ? ».
Lorsque les troupes de Kortan débarquent dans le village de Quentin, ce dernier est mortellement blessé par le bras armé de Kortan, Arac et découvre qu'il est immortel et que son vrai nom est Quentin Macleod du clan des Macleod. Les événements s'enchaînent alors, l'homme mystérieux n'est autre que Ramirez qui va guider Quentin pour que celui-ci accomplisse son destin.

## Fiche technique
- Titre original : Highlander: The Animated Series
- Titres francophone : Highlander ou Highlander, le dessin animé
- Création : Serge Rosenzweig
- Réalisation : Frédéric Dybowski
- Direction artistique : Guillaume Ivernel et Jean-Yves Raimbaud
- Musique : Ramon Pipin et Hervé Lavandier
- Production : Marc du Pontavice
  - Production associée : Peter Davis et Bill Panzer
  - Production déléguée : Christian Charret
- Sociétés de production : Gaumont Télévision
- Pays d'origine :  France,  Canada
- Genre : série d'animation, fantastique
- Durée : 22 minutes

## Distribution
- François Vincentelli : Quentin Macleod
- Michel de Warzée : Kortan
- Robert Guilmard : Ramirez
- Noémie Orphelin : Clyde
- Julien Roy : Malone
- Daniel Dury : Arak
- Alexandre von Sivers : Asklepios

## Épisodes
1. Le dernier des Macleod
2. Un parfum de trahison
3. La dernière
4. Le roi fou
5. La folie et la foudre
6. Le village suspendu
7. L'exode
8. La mémoire des hommes
9. Les maudits
10. La vallée de Sehebi
11. Radiations
12. Amour mortel
13. Le miroir des alouettes
14. L'épée du mal
15. L'œil céleste
16. Le prix de la liberté
17. Trésor des sables
18. Orane
19. L'île dans les steppes
20. Faux semblant
21. Le règne d'Orion
22. La colère d'Hurricane
23. La cité de l'oubli
24. Mogonda la puissance
25. Le secret des Dundees
26. Le sang de mon ennemi
27. Valka
28. Le survivant
29. Le roi des fourmis
30. La vallée des aigles
31. L'île aux grans
32. La revanche des Favellas
33. La toile des illusions
34. Compte à rebours
35. Double face
36. Le culte de l'immortel
37. Le feu du ciel
38. Tempête sous un crâne
39. Matsuda
40. Les torpilles de la liberté

## Produits dérivés

### VHS et DVD
Certains épisodes de la série furent rassemblés dans un long métrage de 78 minutes intitulé Highlander: The Adventure Begins, distribué par Family Home Entertainment et sorti le 23 avril 1996 en VHS uniquement en Amérique du Nord.
L'intégrale de la série, intitulée Highlander: The Complete Animated Series, est sorti le 4 décembre 2007 en DVD uniquement en Amérique du Nord.

### Jeu vidéo
Un jeu vidéo basé sur la série, intitulé Highlander: The Last of the MacLeods, édité par Atari et développé par Lore Design, est sorti en 1995 uniquement sur Jaguar CD.

## Commentaires
Après les films et la série télévisée, voici le dessin animé. L'auteur a pris comme exemple Richie, le jeune héros compagnon de Duncan Macleod dans la série télévisée. Quentin doit donc affronter son destin et subir une initiation tout comme l'a fait Richie. Highlander participe au renouveau de l'animation française. Pour pouvoir exporter ce dessin animé, Gaumont l'a rendu moins violent et a accentué l'humour grâce à Clyde, la petite sœur de Quentin et à son compagnon poilu. De plus, il n'y a aucune effusion de sang et tout est pensé pour un très jeune public à la censure.